# Зейра
Зейра (на старогръцки: ζειρά) е връхна дреха (наметало), носена от древните траки.
От описанията на древногръцки автори и изображения върху атически съдове, съдим, че зейрата е шарена и направена от дебел, по всяка вероятност вълнен плат. Може да се оприличи на днешния ямурлук (кабаница, кепѐ), носен от овчарите на Балканите, в Анадола и Кавказ.
Двама гръцки автори споменават зейрата като част от облеклото на тракийски воини през 5 век пр. Хр. Херодот описва траки от Витиния в Мала Азия, наметнати с шарени зейри върху туниките си („хитони“), с шапки от лисича и ботуши от еленска кожа, и въоръжени с копия и леки щитове (пелта и от там – пелтасти). Херодот нарича „зейра“ и връхната дреха, която носят арабите.
Ксенофонт дава сходно описание на тракийски воини с това на Херодот, като обяснява че зейрите на траките покриват бедрата им, а при езда стигат и до стъпалата им, за да ги предпазят от студ. Зейрата се споменава и у по-късния лексикограф Хезихий от Александрия (5 век сл. Хр.).